# Vart flyr jag för Gud och hans eviga lag
Vart flyr jag för Gud och hans eviga lag är en av de tidigare frikyrkliga svenska psalmtexterna. Den författades av Olof Kolmodin år 1734. Inför utgivningen av 1819 års psalmbok bearbetades den först år 1807 av Christopher Dahl och sju år senare, 1814, av Frans Michael Franzén. I 1937 års psalmbok hade psalmen fem 5-radiga verser.
|  |
|  |

## Publicerad i
- Andelig Dufworöst år 1771, som nr 49 med överskriften "Publicanens Skriftermål" och titelraden Ur djupen, ur syndens grundlösa dy
- 1819 års psalmbok som nr 170 under rubriken "Nådens ordning".
- Finlandssvenska psalmboken 1886 som nr 179 under rubriken "Om bot och bättring".
- Sionstoner 1889 som nr 485 med v. 1-5.
- Sionstoner 1935 som nr 277 under rubriken "Frälsningens tillämpning. Väckelse och omvändelse".
- 1937 års psalmbok som nr 260  under rubriken "Kallelse och upplysning".
- Finlandssvenska psalmboken 1943 som nr 256 under rubriken "Bot och bättring".
- Den svenska psalmboken (1986) som nr 547  under rubriken "Skuld – förlåtelse".
- Finlandssvenska psalmboken 1986 som nr 352 med titelraden "Vart flyr jag för Gud och hans heliga lag" under rubriken "Skuld och förlåtelse".
- Lova Herren 1988 som nr 273 under rubriken "Kallelsen till Guds rike".